# Chiesa di San Martino a Vespignano
La chiesa di San Martino a Vespignano si trova nel comune di Vicchio.

## Storia e descrizione
La chiesa, ricordata già dal 1218, sorge nel punto più elevato dell'antico castello di Vespignano. Patroni della chiesa furono il vescovo di Firenze e la famiglia Risaliti. Nel 1329 fu priore di Vespignano Francesco, figlio del pittore Giotto.
L'edificio, restaurato nel 1835 – 1838 e poi ancora nel 1940, presenta la facciata a due spioventi con unico portale sormontato da un grande occhio, l'interno a navata unica e coro rettangolare con volta a crociera sopra l'altar maggiore. La chiesa conserva un ciborio della seconda metà del secolo XV e un organo risalente alla prima metà del secolo XVIII.